# Sommer-Universiade 2015/Wasserspringen
Bei der Sommer-Universiade 2015 in Gwangju, Südkorea wurden vom 3. bis 9. Juli 2015 elf Wettbewerbe im Wasserspringen ausgetragen, jeweils fünf für Männer und Frauen sowie ein Mixed-Teamwettbewerb. Außerdem gab es je eine Teamwertung für Männer und Frauen.
Erfolgreichste Nation war erneut China mit 17 Medaillen, darunter zehnmal Gold. Daneben konnten Russland zwei und Kanada eine Goldmedaille erringen. Gastgeber Südkorea erreichte mit insgesamt neun Medaillen den vierten Platz im Medaillenspiegel.

## Teilnehmer
Insgesamt nahmen 86 Wasserspringer aus 17 Nationen an den Wettbewerben teil, 38 Männer und 48 Frauen.
| Teilnehmende Nationen mit Anzahl der Athleten (Männer/Frauen)                                              | Teilnehmende Nationen mit Anzahl der Athleten (Männer/Frauen)                        | Teilnehmende Nationen mit Anzahl der Athleten (Männer/Frauen)                                   |
| --- | ------------------------------------------------------------------------------------ | ----------------------------------------------------------------------------------------------- |
| Australien (1/3) Volksrepublik China (8/7) Deutschland (2/0) Finnland (3/2) Indonesien (2/2) Italien (2/1) | Japan (0/4) Kanada (2/2) Malaysia (0/3) Mexiko (2/3) Neuseeland (1/0) Russland (6/6) | Schweiz (0/1) Südkorea (3/3) Ungarn (0/2) Vereinigte Staaten (5/6) Vereinigtes Königreich (1/3) |

## Ergebnisse

### Männer

#### 1-Meter-Kunstspringen
| Platz | Athlet                   | Land                | Punkte |
| ----- | ------------------------ | ------------------- | ------ |
| 1     | Peng Jianfeng            | Volksrepublik China | 450,40 |
| 2     | Zhang Xinghao            | Volksrepublik China | 397,10 |
| 3     | Briadam Herrera          | Vereinigte Staaten  | 387,75 |
| 4     | Jewgeni Nowossjolow      | Russland            | 378,75 |
| 5     | Wjatscheslaw Nowossjolow | Russland            | 357,90 |
| 6     | Kim Yeong-nam            | Südkorea            | 353,90 |
| 7     | Cameron McLean           | Kanada              | 337,90 |
| 8     | Gabriele Auber           | Italien             | 325,55 |

Vorkampf, Halbfinale und Finale fanden am 6. Juli stat.
 Johannes Donay erreichte mit 282,85 Punkten im Vorkampf Rang 19.

 Florian Fandler erreichte mit 273,30 Punkten im Vorkampf Rang 20.

#### 3-Meter-Kunstspringen
| Platz | Athlet                   | Land                   | Punkte |
| ----- | ------------------------ | ---------------------- | ------ |
| 1     | Peng Jianfeng            | Volksrepublik China    | 515,30 |
| 2     | Jewgeni Nowossjolow      | Russland               | 473,90 |
| 3     | Daniel Islas Arroyo      | Mexiko                 | 441,85 |
| 4     | Son Tae-lang             | Südkorea               | 408,10 |
| 5     | Kim Yeong-nam            | Südkorea               | 406,65 |
| 6     | Jack Haslam              | Vereinigtes Königreich | 398,65 |
| 7     | Wjatscheslaw Nowossjolow | Russland               | 397,30 |
| 8     | Matthew Barnard          | Australien             | 381,65 |
| 9     | Jouni Kallunki           | Finnland               | 364,85 |
| 10    | Jack Nyquist             | Vereinigte Staaten     | 364,00 |
| 11    | Jakob Kolod              | Vereinigte Staaten     | 358,00 |
| 12    | Gabriele Auber           | Italien                | 324,20 |

Der Vorkampf fand am 3. Juli statt, Halbfinale und Finale am 4. Juli.

#### 10-Meter-Turmspringen
| Platz | Athlet          | Land                | Punkte |
| ----- | --------------- | ------------------- | ------ |
| 1     | Wang Yao        | Volksrepublik China | 498,70 |
| 2     | Igor Mjalin     | Russland            | 453,05 |
| 3     | Wang Anqi       | Volksrepublik China | 441,80 |
| 4     | Kim Jin-yong    | Südkorea            | 417,95 |
| 5     | Kim Yeong-nam   | Südkorea            | 412,35 |
| 6     | German Strojew  | Russland            | 399,60 |
| 7     | Johannes Donay  | Deutschland         | 367,95 |
| 8     | Dylan Grisell   | Kanada              | 357,30 |
| 9     | Matthew Barnard | Australien          | 355,35 |
| 10    | Florian Fandler | Deutschland         | 335,30 |

Vorkampf und Halbfinale fanden am 8. Juli statt, das Finale am 9. Juli.

#### 3-Meter-Synchronspringen
| Platz | Athleten                                     | Land                | Punkte |
| ----- | -------------------------------------------- | ------------------- | ------ |
| 1     | Jewgeni Nowossjolow Wjatscheslaw Nowossjolow | Russland            | 394,50 |
| 2     | Li Yanan Zhang Yuming                        | Volksrepublik China | 388,35 |
| 3     | Kim Jin-yong Son Tae-lang                    | Südkorea            | 381,42 |
| 4     | Rodrigo Diego López Daniel Islas Arroyo      | Mexiko              | 377,94 |
| 5     | Gabriele Auber Andreas Billi                 | Italien             | 350,49 |
| 6     | Bradley Christensen Bryce Klein              | Vereinigte Staaten  | 338,28 |
| 7     | Jouni Kallunki Otto Lehtonen                 | Finnland            | 322,17 |
| 8     | Andriyan Andriyan Adityo Restu Putra         | Indonesien          | 312,51 |

Das Finale fand am 5. Juli statt.

#### 10-Meter-Synchronspringen
| Platz | Athleten                             | Land                | Punkte |
| ----- | ------------------------------------ | ------------------- | ------ |
| 1     | Huo Liang Ying Hong                  | Volksrepublik China | 433,83 |
| 2     | Wang Anqi Wang Yao                   | Volksrepublik China | 424,38 |
| 3     | Kim Jin-yong Kim Yeong-nam           | Südkorea            | 402,96 |
| 4     | Jegor Galperin Igor Mjalin           | Russland            | 401,64 |
| 5     | Johannes Donay Florian Fandler       | Deutschland         | 349,92 |
| 6     | Andriyan Andriyan Adityo Restu Putra | Indonesien          | 339,81 |

Das Finale fand am 7. Juli statt.

#### Team
| Platz | Athleten | Land                   | Punkte  |
| ----- | --- | ---------------------- | ------- |
| 1     | Huo Liang Li Yanan Peng Jianfeng Wang Anqi Wang Yao Wang Zihao Zhang Xinghao Zhong Yuming                    | Volksrepublik China    | 3718,38 |
| 2     | Jegor Galperin Alexander Kandraschin Igor Mjalin Jewgeni Nowossjolow Wjatscheslaw Nowossjolow German Strojew | Russland               | 3540,19 |
| 3     | Kim Jin-yong Kim Yeong-nam Son Tae-lang                                                                      | Südkorea               | 3372,08 |
| 4     | Bradley Christensen Briadam Herrera Bryce Klein Jakob Kolod Jack Nyquist                                     | Vereinigte Staaten     | 2092,98 |
| 5     | Rodrigo Diego López Daniel Islas Arroyo                                                                      | Mexiko                 | 2032,09 |
| 6     | Jouni Kallunki Otto Lehtonen Heikki Mäkikallio                                                               | Finnland               | 1875,77 |
| 7     | Gabriele Auber Andreas Billi                                                                                 | Italien                | 1699,24 |
| 8     | Johannes Donay Florian Fandler                                                                               | Deutschland            | 1556,12 |
| 9     | Dylan Grisell Cameron McLean                                                                                 | Kanada                 | 1412,80 |
| 10    | Jack Haslam                                                                                                  | Vereinigtes Königreich | 1080,95 |
| 11    | Matthew Barnard                                                                                              | Australien             | 1014,60 |
| 12    | Andriyan Andriyan Adityo Restu Putra                                                                         | Indonesien             | 0971,87 |
| 13    | Oliver Armstrong-Scott                                                                                       | Neuseeland             | 0607,30 |

### Frauen

#### 1-Meter-Kunstspringen
| Platz | Athletin        | Land                | Punkte |
| ----- | --------------- | ------------------- | ------ |
| 1     | Zheng Shuangxue | Volksrepublik China | 286,20 |
| 2     | Kim Na-mi       | Südkorea            | 274,95 |
| 3     | Sun Mengchen    | Volksrepublik China | 272,85 |
| 4     | Yuka Mabuchi    | Japan               | 252,50 |
| 5     | Laura Bilotta   | Italien             | 245,30 |
| 6     | Jessica Favre   | Schweiz             | 231,95 |
| 7     | Olga Kulemina   | Russland            | 230,90 |
| 8     | Rachel Mumma    | Vereinigte Staaten  | 218,50 |

Vorkampf und Halbfinale fanden am 3. Juli statt, das Finale am 4. Juli.

#### 3-Meter-Kunstspringen
| Platz | Athletin           | Land                   | Punkte |
| ----- | ------------------ | ---------------------- | ------ |
| 1     | Zheng Shuangxue    | Volksrepublik China    | 338,35 |
| 2     | Liu Tian           | Volksrepublik China    | 308,70 |
| 3     | Kim Na-mi          | Südkorea               | 298,15 |
| 4     | Samantha Pickens   | Vereinigte Staaten     | 271,80 |
| 5     | Moon Na-yun        | Südkorea               | 267,25 |
| 6     | Jessica Favre      | Schweiz                | 263,85 |
| 7     | Yuka Mabuchi       | Japan                  | 254,25 |
| 8     | Flóra Gondos       | Ungarn                 | 251,45 |
| 9     | Anabelle Smith     | Australien             | 241,50 |
| 10    | Rhea Gayle         | Vereinigtes Königreich | 238,30 |
| 11    | Marisa Díaz Prieto | Mexiko                 | 209,55 |
| 12    | Lauren Reedy       | Vereinigte Staaten     | 205,75 |

Vorkampf und Halbfinale fanden am 7. Juli statt, das Finale am 8. Juli.

#### 10-Meter-Turmspringen
| Platz | Athletin                  | Land                   | Punkte |
| ----- | ------------------------- | ---------------------- | ------ |
| 1     | Wang Ying                 | Volksrepublik China    | 345,00 |
| 2     | Wang Han                  | Volksrepublik China    | 338,20 |
| 3     | Mai Nakagawa              | Japan                  | 330,05 |
| 4     | Celina Toth               | Kanada                 | 322,55 |
| 5     | Robyn Birch               | Vereinigtes Königreich | 315,60 |
| 6     | Carol-Ann Ware            | Kanada                 | 312,00 |
| 7     | Olivia Rosendahl          | Vereinigte Staaten     | 310,15 |
| 8     | Ko Eun-ji                 | Südkorea               | 304,70 |
| 9     | Darja Gowor               | Russland               | 287,30 |
| 10    | Taneka Kovchenko          | Australien             | 284,50 |
| 11    | Traisy Vivien Anak Tukiet | Malaysia               | 281,00 |
| 12    | Fuka Tatsumi              | Japan                  | 274,70 |

Vorkampf, Halbfinale und Finale fanden am 5. Juli statt.

#### 3-Meter-Synchronspringen
| Platz | Athletinnen                                   | Land                | Punkte |
| ----- | --------------------------------------------- | ------------------- | ------ |
| 1     | Qu Lin Sun Mengchen                           | Volksrepublik China | 313,50 |
| 2     | Kim Na-mi Moon Na-yun                         | Südkorea            | 267,69 |
| 3     | Haley Allen Olivia Rosendahl                  | Vereinigte Staaten  | 264,48 |
| 4     | Darja Gowor Diana Tschaplijewa                | Russland            | 249,72 |
| 5     | Flóra Gondos Villő Kormos                     | Ungarn              | 249,00 |
| 5     | Haruka Enomoto Mai Nakagawa                   | Japan               | 249,00 |
| 7     | Anabelle Smith Kahlia Warner                  | Australien          | 247,26 |
| 8     | Ling Kar Kam Jasmine Lai Pui Yee              | Malaysia            | 246,72 |
| 9     | Taina Karvonen Iira Laatunen                  | Finnland            | 243,12 |
| 10    | Karla Rivas González Daniela Zambrano Montiel | Mexiko              | 229,95 |

Das Finale fand am 9. Juli statt.

#### 10-Meter-Synchronspringen
| Platz | Athletinnen                             | Land                | Punkte |
| ----- | --------------------------------------- | ------------------- | ------ |
| 1     | Celina Toth Carol-Ann Ware              | Kanada              | 297,30 |
| 2     | Ko Eun-ji Moon Na-yun                   | Südkorea            | 281,88 |
| 3     | Wang Han Wang Ying                      | Volksrepublik China | 281,82 |
| 4     | Marisa Díaz Prieto Karla Rivas González | Mexiko              | 270,78 |
| 5     | Anastassija Koslowa Elina Ridel         | Russland            | 254,70 |

Das Finale fand am 6. Juli statt.

#### Team
| Platz | Athleten                                                                                   | Land                   | Punkte  |
| ----- | ------------------------------------------------------------------------------------------ | ---------------------- | ------- |
| 1     | Liu Tian Qu Lin Sun Mengchen Wang Han Wang Ying Zheng Shuangxue Zheng Qulin                | Volksrepublik China    | 2763,57 |
| 2     | Kim Na-mi Ko Eun-ji Moon Na-yun                                                            | Südkorea               | 2465,67 |
| 3     | Irina Anikina Darja Gowor Anastassija Koslowa Olga Kulemina Elina Ridel Diana Tschaplijewa | Russland               | 2425,07 |
| 4     | Haley Allen Emma Ivory-Ganja Rachel Mumma Samantha Pickens Lauren Reedy Olivia Rosendahl   | Vereinigte Staaten     | 1950,88 |
| 5     | Haruka Enomoto Yuka Mabuchi Mai Nakagawa Fuka Tatsumi                                      | Japan                  | 1820,05 |
| 6     | Taneka Kovchenko Anabelle Smith Kahlia Warner                                              | Australien             | 1807,46 |
| 7     | Marisa Díaz Prieto Karla Rivas González Daniela Zambrano Montiel                           | Mexiko                 | 1718,08 |
| 8     | Robyn Birch Clare Cryan Rhea Gayle                                                         | Vereinigtes Königreich | 1535,35 |
| 9     | Traisy Vivien Anak Tukiet Ling Kar Kam Jasmine Lai Pui Yee                                 | Malaysia               | 1395,02 |
| 10    | Celina Toth Carol-Ann Ware                                                                 | Kanada                 | 1300,90 |
| 11    | Iira Laatunen Taina Karvonen                                                               | Finnland               | 1202,82 |
| 12    | Flóra Gondos Villő Kormos                                                                  | Ungarn                 | 0941,40 |
| 13    | Jessica Favre                                                                              | Schweiz                | 0483,80 |
| 14    | Maria Natalie Dinda Anasti Linadini Yasmin                                                 | Indonesien             | 0318,00 |
| 15    | Laura Bilotta                                                                              | Italien                | 0248,30 |

### Mixed

#### Teamwettbewerb
| Platz | Athleten                                     | Land                   | Punkte |
| ----- | -------------------------------------------- | ---------------------- | ------ |
| 1     | Darja Gowor Igor Mjalin                      | Russland               | 359,50 |
| 2     | Kim Na-mi Kim Yeong-nam                      | Südkorea               | 354,70 |
| 3     | Celina Toth Cameron McLean                   | Kanada                 | 347,90 |
| 4     | Wang Ying Huo Liang                          | Volksrepublik China    | 346,45 |
| 5     | Olivia Rosendahl Jakob Kolod                 | Vereinigte Staaten     | 332,50 |
| 6     | Robyn Birch Jack Haslam                      | Vereinigtes Königreich | 317,00 |
| 7     | Kahlia Warner Matthew Barnard                | Australien             | 311,40 |
| 8     | Daniela Zambrano Montiel Rodrigo Diego López | Mexiko                 | 304,40 |
| 9     | Iira Laatunen Heikki Mäkikallio              | Finnland               | 283,70 |

Das Finale fand am 9. Juli statt.

## Medaillenspiegel
| Platz  | Land                | Gold | Silber | Bronze | Gesamt |
| ------ | ------------------- | ---- | ------ | ------ | ------ |
| 1      | Volksrepublik China | 10   | 4      | 3      | 17     |
| 2      | Russland            | 2    | 3      | 2      | 7      |
| 3      | Kanada              | 1    | –      | 1      | 2      |
| 4      | Südkorea            | –    | 6      | 3      | 9      |
| 5      | Vereinigte Staaten  | –    | –      | 2      | 2      |
| 6      | Japan               | –    | –      | 1      | 1      |
| 6      | Mexiko              | –    | –      | 1      | 1      |
| Gesamt | Gesamt              | 13   | 13     | 13     | 39     |